# Färnebo församling
För andra betydelser, se Färnebo församling (olika betydelser).
Färnebo församling var en församling i Karlstads stift och i Filipstads kommun i Värmlands län. Församlingen uppgick 1971 i Filipstads församling.

## Administrativ historik
Församlingen bildades troligen på 1400-talet. 1595 utbröts en del till Nyeds församling, 6 april 1611 utbröts Filipstads församling, 1624 utbröts Kroppa församling, 1693 utbröts Gåsborns församling och 1731 utbröts Nordmarks församling.
Församlingen utgjorde före 1611 ett eget pastorat för att efter utbrytningen av Filipstads församling till 1971 vara annexförsamling i Filipstads pastorat. Församlingen uppgick 1971 i Filipstads församling.

## Kyrkor
- Filipstads kyrka (var gemensam med Filipstads stad och låg inom Filipstads församling, inte inom denna socken)